# Coleophora longicostella
Coleophora longicostella é uma espécie de mariposa do gênero Coleophora pertencente à família Coleophoridae.